# Secretariado de Propaganda Nacional

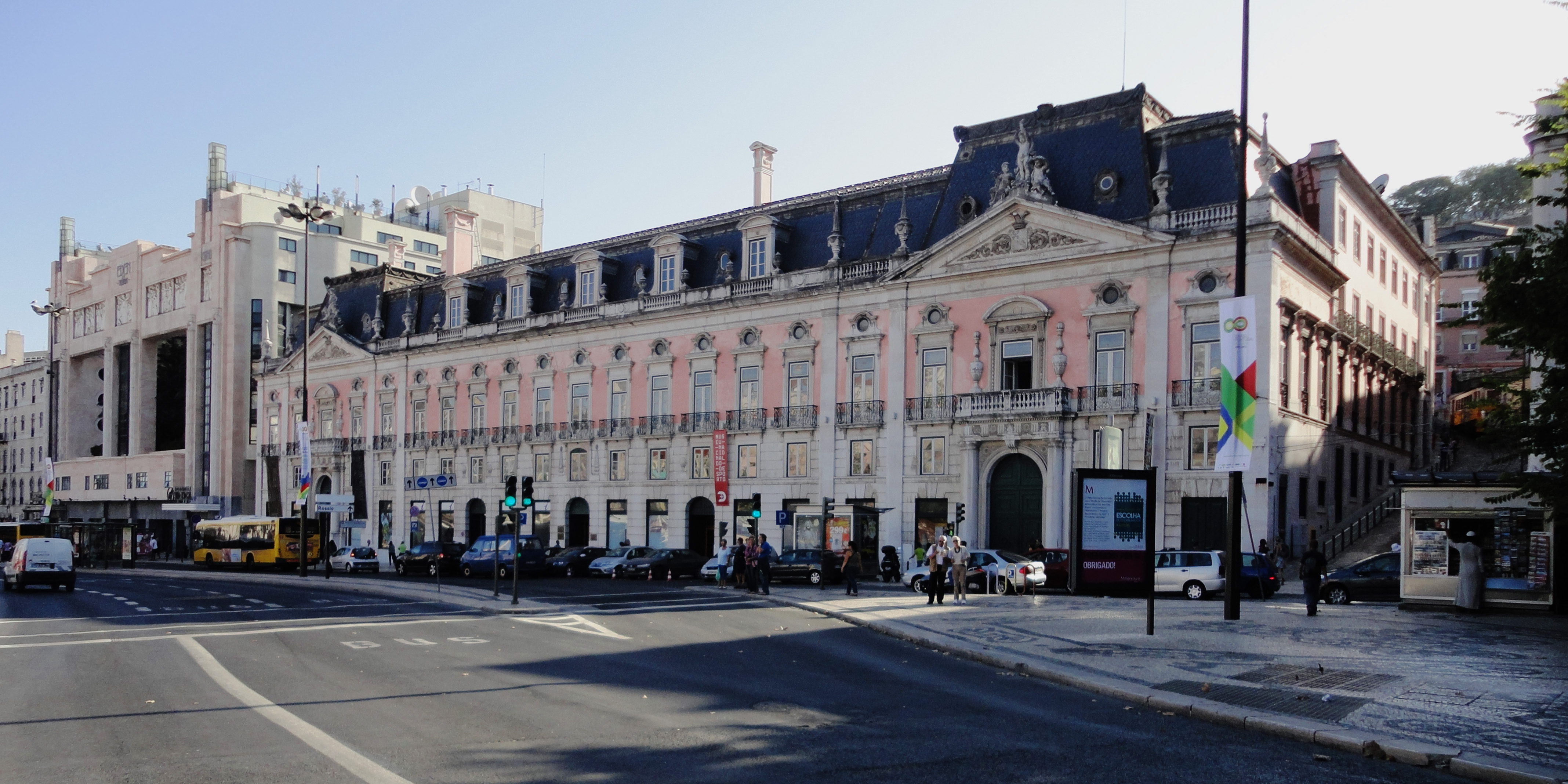
Palácio Foz, Lisboa, 2012

O Secretariado da Propaganda Nacional - SPN, foi criado em 26 de Outubro de 1933 pelo governo de Salazar, tendo-lhe sucedido em 1945 o Secretariado Nacional de Informação - SNI.
Desempenhou, durante os primeiros doze anos do governo de Salazar, um papel activo na divulgação do ideário nacionalista e na padronização da cultura e das artes do regime do Estado Novo (que ficaria conhecida como a Política de Espírito), secundado pela actuação dos serviços de censura. 
Entre 1935 e 1951 promoveu as Exposições de Arte Moderna do S.P.N./S.N.I. que tiveram um importante papel renovador na vida artística nacional, contrariando o tradicionalismo naturalista que dominava os Salões da SNBA. Entre as suas múltiplas iniciativas contam-se as participações nacionais em grandes Feiras Internacionais (Paris, 1937; Nova Iorque e S. Francisco, 1939); o S.P.N. esteve estreitamente ligado à organização da Exposição do Mundo Português (1940). O SPN (e posteriormente o SNI) também promoveu vários prémios na área do teatro, literatura, poesia e outros, como o Prémio Gil Vicente (1935-1962), o Prémio Maria Amália Vaz de Carvalho e o Prémio Antero Quental.
Tinha sede no Palácio Foz, Praça dos Restauradores, Lisboa. Foi dirigido por António Ferro, um jornalista, publicista e escritor simpatizante das soluções autoritárias e totalitárias da Europa de então (sobretudo do Fascismo mussoliniano).